# Parachironomus danicus
Parachironomus danicus är en tvåvingeart som beskrevs av Lehmann 1970. Parachironomus danicus ingår i släktet Parachironomus och familjen fjädermyggor. Arten har ej påträffats i Sverige. Inga underarter finns listade i Catalogue of Life.